# Andrzej Buszewicz
Andrzej Michał Buszewicz (ur. 29 sierpnia 1934 w Łodzi, zm. 18 sierpnia 2019 w Zagórzycach Dworskich) – polski aktor i reżyser.

## Życiorys
W latach 1953–1955 występował w Teatrze Lalki i Aktora „Baj Pomorski” w Toruniu. Był absolwentem Wydziału Lalkarskiego (1960) i Wydziału Aktorskiego (1962) PWST w Krakowie. Od 1960 do 2003 związany był z krakowskim Starym Teatrem. Był profesorem zwyczajnym w Akademii Muzycznej w Krakowie, gdzie na Wydziale Wokalno-Aktorskim pełnił funkcję dziekana. W 1999 otrzymał tytuł profesora sztuk teatralnych.
Pochowany na cmentarzu parafialnym w Miechowie.

## Filmografia

### Film
- 1965: Gorąca linia – kolega Tadka
- 1974: Orzeł i reszka – agent polskiego wywiadu
- 1976: Ocalić miasto – żołnierz AK
- 1976: Noc w wielkim mieście – odźwierny
- 1976: Dagny – członek redakcji Głosu Roboczego w Berlinie
- 1997: Gdzie woda czysta i trawa zielona – Żelazko
- 1978: Aktorzy prowincjonalni – Zygmunt Bielski
- 1978: 80 Huszar – Huzar
- 1979: Szansa – dyrektor szkoły Jacewicz
- 1980: W biały dzień – przedstawiciel partii w Zakopanem
- 1984: W starym dworku czyli niepodległość trójkątów – majster
- 1984: Idol – archiwista Tajchert
- 1987: Do domu – ksiądz
- 1988: Męskie sprawy – wachmeister
- 1989: Ring – prezes klubu
- 1991: 3 dni bez wyroku – pułkownik MO
- 1994: Legenda tatr – wójt
- 1999: Przygody dobrego wojaka Szwejka – podwładny Szwejka
- 2013: Śliwowica – Antoni Radosz
- 2018: Kartka z powstania – dziadek

### Seriale telewizyjne
- 1973: Janosik – wartownik Wojciech (odc. 1, 5, 8)
- 1974: Najważniejszy dzień życia – członek dyrekcji (odc. 7)
- 1978: Układ krążenia (serial telewizyjny) – sołtys Zenon (odc. 5)
- 1980: Z biegiem lat, z biegiem dni... – Aleksander Rolewski, mąż Julii (odc. 3, 5, 8)
- 1982: Blisko, coraz bliżej – naczelnik poczty (odc. 6)
- 1986: Biała wizytówka – oficer niemiecki (odc. 2)
- 1988: Rodzina Kanderów – dyrektor kopalni (odc. 1)
- 1995–1996: Opowieść o Józefie Szwejku i jego najjaśniejszej epoce –
  - sędzia (odc. 2)
  - prywatny detektyw (odc. 4, 6)
  - kapelan latina (odc. 5-8)
- 1996–1998: Ulica Sezamkowa – dziadek
- 2001–2007: Świat według Kiepskich –
  - prowadzący programu telewizyjnego dla dzieci (odc. 97)
  - Henryk Bączek / Człowiek Guma (odc. 115)
  - poseł Samoobróbki baca Walek Pociotek-Gąsiennica (odc. 144)
  - Rysiek (odc. 164, 175)
  - profesor Degler (odc. 208)
  - emeryt (odc. 276)
- 2004: Na dobre i na złe – Kapusta (odc. 192)
- 2004–2009, 2012: Pierwsza miłość – Antoni Radosz

### Spektakle telewizyjne
- 1965: Szósty dzień tworzenia – Bojko
- 1967: Woyzeck – student
- 1967: Dramat na polowaniu – uczestnik polowania
- 1972: Wassa żeleznowa – Gurij Krotkich
- 1972: Wariat i zakonnica – Pafnucy
- 1973: Gracze – Aleksiej
- 1973: Diabeł – wuj
- 1974: Przed zachodem słońca – Wuttke
- 1974: Królestwo zwierząt – Regan
- 1975: Życiorys własny robotnika – inspektor
- 1976: Wszyscy mówią prawdę – Eliot Farwell
- 1976: Okup – Frank Canfield
- 1977: Piknik – Tall
- 1977: Łucja z Pokucic – Michał
- 1978: Noc listopadowa – Wincenty Krasiński
- 1978: Lorenzaccio – złotnik
- 1979: Wyzwolenie – robotnik
- 1979: Epizod – lekarz
- 1969: Znicz olimpijski – asystent prezesa
- 1980: Romans w Wodewilu – Kłaczek
- 1980: Irkucka Historia – Serdiuk
- 1980: Borys Godunow – Mosalski
- 1980: Blisko serca – policjant
- 1981: Dom na granicy – dyplomata
- 1982: Nie-Boska komedia – obłąkany
- 1983: Polski listopad – dyrektor szkoły
- 1983: Dziady – Kapral
- 1984: Stara panna – Jim
- 1984: Owcze źródło – Alonso
- 1985: Zapomniany diabeł – Belfegor
- 1985: Wyrok – Gian Giacomo Mora
- 1985: Ferdydurke – młodziak
- 1987: Pięćdziesiąt dukatów – pan III
- 1988: Makbet – Calthnesse
- 1988: Jemioła – dziadek Darka
- 1989: Ryszard III – Lord Major Londynu
- 1989: Ostatni z Jagiellonów – Chodkiewicz ojciec
- 1989: Narodziny i dzieje legendy czyli rzecz o... – facet
- 1989: Miecz obosieczny – Antoni Bonvisi
- 1990: Traugutt – pułkownik Dionizy Czachowski
- 1990: Skarby i upiory, czyli hrabia opętany – dekorator
- 1990: Reformator – sąsiad
- 1992: Wspaniałe życie – towarzysz prezes
- 1993: Sprawa Andersa – świadek
- 1994: Zemsta – murarz
- 1994: Wesele Figara – Antonio
- 1995: Sędziowie – wójt
- 1995: Rodzina – chłop I
- 1995: Markiz von Keith – Krenz
- 1995: Koriolan – Edyl
- 1997: Wiosna narodów w cichym zakątku – Salezy Skorupka
- 1997: Skarb szeryfa – archeolog
- 1999: Miarka za miarkę – Escalus
- 2006: Volpone albo lis – sędzia

## Odznaczenia i nagrody
- 1967: Nagroda za rolę w „Trzynastym Apostole” podczas II Szczecińskiego Tygodnia Teatralnego
- 1976: Złoty Krzyż Zasługi
- 1976: Odznaka „Zasłużony Działacz Kultury”
- 1978: Nagroda Komitetu ds PRiTV
- 1989: Krzyż Oficerski Orderu Odrodzenia Polski
- 1990: Złota Odznaka za zasługi dla Krakowa[1].